# Diltheyschule
Die Diltheyschule Wiesbaden ist ein alt- und neusprachliches Gymnasium in Wiesbaden mit den Schwerpunkten Musik und Kunst. Ursprünglich ein humanistisches Gymnasium, bietet die Schule heute sowohl Englisch als auch Latein als erste Fremdsprache an. Das Gymnasium besuchen etwa 1.200 Schüler. Es ist benannt nach dem Philosophen Wilhelm Dilthey (1833–1911), einem ehemaligen Schüler.

## Geschichte
Die Diltheyschule geht auf das 1817 gegründete Pädagogium zurück, eine Simultanschule, die erstmals von Protestanten, Juden und Katholiken gemeinsam besucht werden konnte. 1830 bezog das Pädagogium ein neues Gebäude am Luisenplatz, in dem sich heute das Hessische Kultusministerium befindet. 1833 bis 1837 besuchte der spätere Kunsthistoriker Wilhelm Heinrich Riehl das Pädagogium.
Am 22. Juni 1844 erließ Herzog Adolf von Nassau ein Dekret, in dem das Pädagogium zum humanistischen Gymnasium erweitert wurde. Dieser Tag gilt als Gründungsdatum der Diltheyschule. Damit ist sie das älteste bestehende Gymnasium Wiesbadens.
1848 erreichte die Märzrevolution auch das neue Gymnasium. Unter der Führung zweier Lehrer legten Schüler dem Minister August Hergenhahn eine Petition vor, in der sie mehr Freiheiten, Kürzungen des Unterrichts in Griechisch und Latein und weitere Änderungen im Lehrplan forderten. Der Herzog und sein Minister lehnten diese Forderungen jedoch ab.
Im Deutschen Krieg 1866 zogen Gymnasiasten der Schule mit der nassauischen Armee gegen Preußen ins Feld. Am 8. Oktober 1866 wurde das Herzogtum Nassau durch Preußen annektiert. Der Herzog ging ins Exil, und die Schule wurde ein königliches Gymnasium (bis 1918).
Trotz mehrfacher Erweiterungen wurde das Schulgebäude am Luisenplatz um 1930 zu klein, so dass mehrere Klassen ausgelagert wurden. Gleichzeitig wurde das Humanistische Gymnasium mit dem benachbarten Realgymnasium in Personalunion vereinigt. Ab 1934 war das spätere Dilthey-Gymnasium als altsprachlicher Zweig mit der späteren Gutenbergschule in dem Schulgebäude Mosbacher Straße 1 untergebracht.
Im Februar 1945 zerstörte ein Bombenangriff das Schulgebäude, doch konnte der Unterricht im Herbst 1945 in behelfsmäßig hergerichteten Räumen wieder aufgenommen werden. 1951 erhielt das Gymnasium den Namen Diltheyschule.
1955 war die Schülerzahl auf 1.600 gestiegen, die in einem für 500 Schüler ausgelegten Gebäude unterrichtet wurden. Deshalb wurde der altsprachliche Zweig des Gymnasiums abgespalten und zog als Diltheyschule zunächst in ein provisorisches Quartier in der Alexandra-Straße, bis sie 1962 einen Neubau am Mosbacher Berg erhielt. Bereits 1969 war der Raum wieder zu knapp geworden, so dass die Schule an den heutigen Standort in der Georg-August-Straße umziehen musste. Ende der sechziger Jahre wurde auf Anordnung des staatlichen Schulamtes ein neusprachlicher Zweig eingerichtet.
1994 feierte das Gymnasium 150-jähriges Bestehen.

## Ehemalige Schüler
- August Wilhelmj, Geiger
- Wilhelm Heinrich Riehl (1823–1897), Journalist, Novellist und Kulturhistoriker
- Emil Erlenmeyer (1825–1909), Professor für Chemie, Erfinder des Erlenmeyerkolbens
- Wilhelm Dilthey (1833–1911), Philosoph, Psychologe und Pädagoge, Abitur 1852
- Arnold Pagenstecher (1837–1913), Arzt und Entomologe
- William Kobbé (1840–1931), Generalmajor im US-Militär
- Emanuel Kayser (1845–1927), Professor für Geologie und Paläontologie, Rektor der Philipps-Universität Marburg
- Hermann Diels (1848–1922), Altphilologe, Philosophiehistoriker und Religionswissenschaftler, Abitur 1867
- Gustav Kobbé (1857–1918), New Yorker Musikkritiker
- Friedrich Koepp (1860–1944), Philologe und Archäologe, Abitur 1878
- John C. Hemmeter (1864–1931), US-amerikanischer Physiologe
- Wilhelm Hermann Dyckerhoff (1868–1956), Jurist und Verwaltungsbeamter, Abitur 1888
- Max Pagenstecher (1874–1957), Rechtsgelehrter, Abitur 1893
- Ludwig August Theodor Beck (1880–1944), Generaloberst und Widerstandskämpfer gegen Adolf Hitler, Abitur 1898
- Hans Fischer (1881–1945), Chemiker und Mediziner, Nobelpreis für Chemie 1930, Abitur 1899
- Julius Baum (1882–1959), Kunsthistoriker, Hochschullehrer und Museumsleiter in Ulm und Stuttgart, Abitur 1900
- Karl Korn (1908–1991), Journalist, Schriftsteller und Geisteswissenschaftler; Mitbegründer der Frankfurter Allgemeinen Zeitung, Abitur 1927
- Hans Zender (1936–2019), Dirigent und Komponist, Abitur 1956
- Hans Christoph Buch (* 1944), Schriftsteller und Journalist
- Andreas Dorschel (* 1962), Philosoph, Abitur 1981
- Tanja Langer (* 1962), Schriftstellerin und Regisseurin, Abitur 1982
- Cosima Dannoritzer (* 1965), Filmautorin und Filmproduzentin, Abitur 1984
- Ralph Alexander Lorz (* 1965), Politiker und Minister, Abitur 1985
- Felix Ensslin (* 1967), Theaterregisseur und Hochschullehrer, Abitur 1987
- Kristina Schröder (* 1977 als Kristina Köhler), Politikerin (CDU), MdB, Abitur 1997
- Sebastian Schulte (* 1978), deutscher Ruderer, Weltmeister 2006, Abitur 1998
- Marian Kindermann (* 1986), Schauspieler, Abitur 2006

Ferner besuchten viele spätere Oberbürgermeister der Stadt Wiesbaden die Diltheyschule, so etwa Carl Bernhard von Ibell (1847–1924; Abitur 1867) und Georg Krücke (1880–1961; Abitur 1898).